# Axel Thue (matematiker)

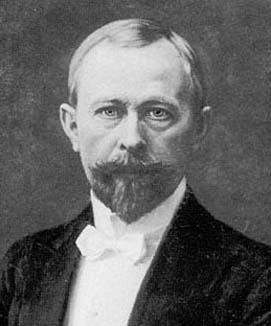
Axel Thue.

Axel Thue, född den 19 februari 1863 i Tønsberg, död den 7 mars 1922 i Kristiania (nuvarande Oslo), var en norsk matematiker.
Thue blev student 1883 och candidatus realium 1889. Han ägnade redan som ung student de mer filosofiska och metafysiska sidorna av matematiken ett ingående självständigt studium, något som tilldrog honom Sophus Lies uppmärksamhet. Efter att ha fullbordat sina studier vid Kristiania universitet hörde han ett par år Lie och Mayer i Leipzig, Kronecker, Helmholtz och Fuchs i Berlin. Thue var universitetsstipendiat 1891–1894, blev därefter overlærer i mekanik vid Trondhjems Tekniske Læreanstalt och 1903 Cato Guldbergs efterträdare som professor i använd matematik vid universitetet i Kristiania. Han tilldelades Fridtjof Nansens belønning for fremragende forskning 1913. Av hans arbeten, som nästan alla har antingen geometri eller talteoretiska detaljer till föremål, och som utmärks av ett originellt sätt att angripa problemen på, kan nämnas Et Theorem om netformige Figurer, Om en pseudomekanisk Methode i Geometrien, Om Legemers Opstykning i de samme Dele. År 1908 påbörjades ett nytt avsnitt i Thues matematiska produktion, som inleddes med monografin Om en generel i store hele Tal uløsbar Ligning (1908), i vilken en ny fruktbar metod till studium av algebraiska tals aritmetiska egenskaper offentliggjordes. I anslutning till denna monografi publicerade Thue senare en rad andra, dels i Kristiania Videnskabs Selskabs skrifter, dels i Crelles Journal. De sista uppsatserna, Über Annäherungswerthe algebraischer Zahlen (1909), väckte berättigat uppseende bland sakkunniga. Också med mekanik sysselsatte han sig. Vid sidan av detta utgav Thue enstaka arbeten om teman tillhörande gränsområdena mellan matematik och filosofi. Han efterlämnade en betydande mängd manuskript, som av hans änka skänktes till universitetsbiblioteket.